# Нишское восстание

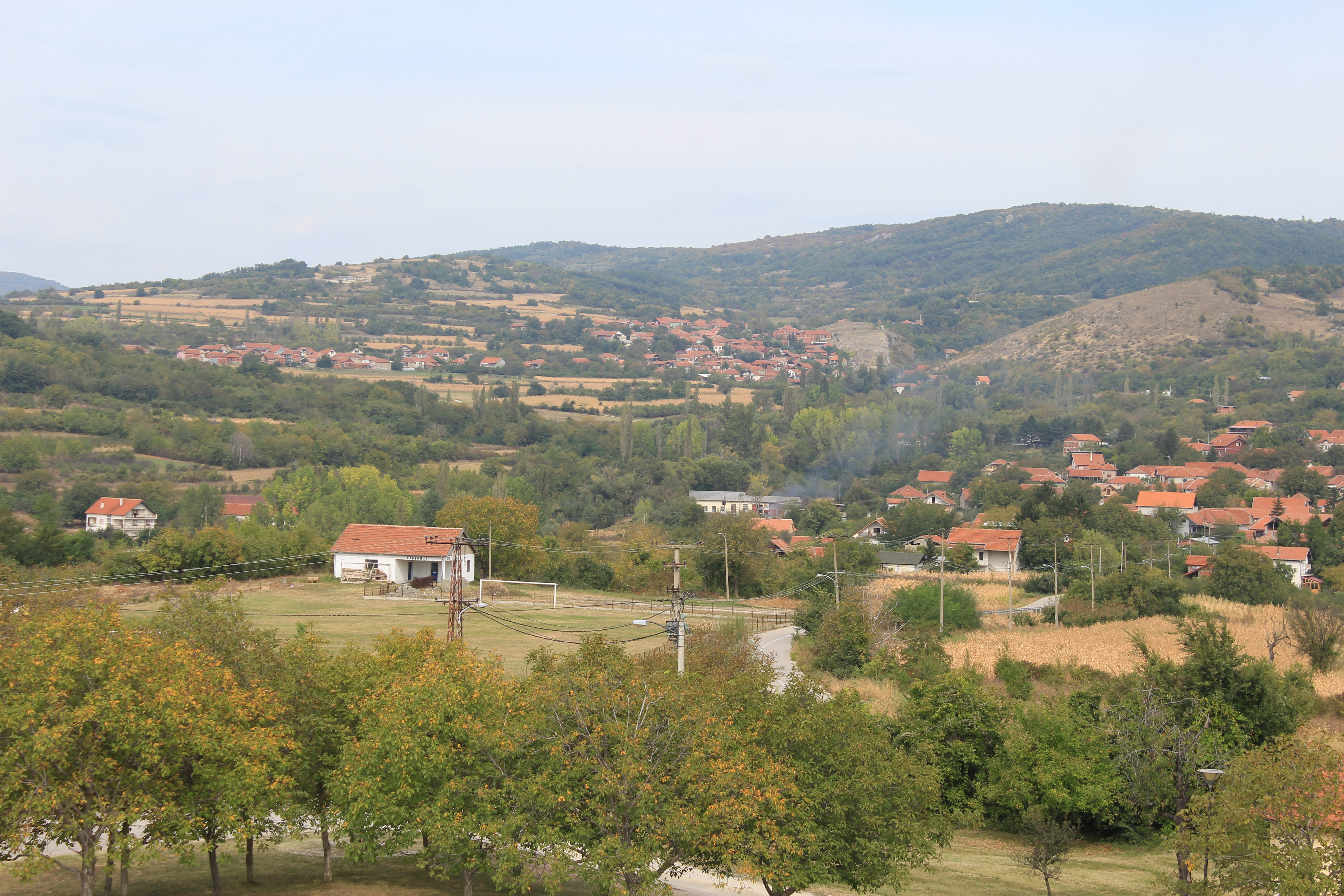
Восстание вспыхнуло в Каменице, ныне район Ниша.

Нишское восстание 1841 года было одним из величайших событий в истории болгарского национального возрождения и национально-освободительного движения 19 века. Восстание охватило область Поморавье с центром Ниша. Восстание является прямым продолжением предыдущего болгарского заговора 1835 года.
Благодаря своей массовости и многочисленным жертвам восстание постоянно привлекало внимание великих держав к болгарскому вопросу. Восстание заставило европейскую дипломатию предпринять ряд шагов для решения восточного вопроса. Правительства России, Франции, Австрии и Великобритании столкнулись с необходимостью активизировать свою балканскую политику.
Восстание было хорошо организовано, но плохо проведено без оружия. Это прямое следствие несоответствия намерений исполнению Танзимата. Фактически, восстание отражает уже реализованное болгарское стремление к национальной независимости.

## Примечание
1. ↑  Нишкото въстание — героичен епизод от борбата на българите за свобода. Дата обращения: 30 сентября 2021. Архивировано 30 сентября 2021 года.
2. ↑  Нишкото въстание през 1841 г. и европейската дипломация. Дата обращения: 30 сентября 2021. Архивировано 29 сентября 2021 года.
3. ↑  Забравеното Нишко въстание. Дата обращения: 30 сентября 2021. Архивировано 30 сентября 2021 года.